# 北石槽乡
北石槽乡，是中华人民共和国河北省沧州市河间市下辖的一个乡镇级行政单位。

## 行政区划
北石槽乡下辖以下地区：
齐会村、北石槽村、唐庄村、北张庄村、邢庄村、恒道村、后羊店村、苗庄村、北大齐村、香椿辛庄村、南石槽村、史村、邓各庄村、满堂村和任村。